# Argyle Airport (flygplats i Australien)
Argyle Airport är en flygplats i Australien. Den ligger i kommunen Wyndham-East Kimberley och delstaten Western Australia, omkring 2 100 kilometer nordost om delstatshuvudstaden Perth.
Trakten runt Argyle Airport är nära nog obefolkad, med mindre än två invånare per kvadratkilometer..
Trakten runt Argyle Airport består i huvudsak av gräsmarker. Genomsnittlig årsnederbörd är 851 millimeter. Den regnigaste månaden är februari, med i genomsnitt 207 mm nederbörd, och den torraste är augusti, med 1 mm nederbörd.